# Тангкут
Тангкут, Тангут (ок. 1210 — после 1246 года) — царевич из рода Джучидов, внук Чингисхана, один из командующих в западном походе монголов.

## Биография
Тангкут был сыном Джучи от Куйки-хатун, женщины из племени кереитов.
В 1236 году вместе с другими родичами-Чингисидами отправился в западный поход и участвовал в завоевании Волжской Булгарии. Про его дальнейшее участие в походе неизвестно. В 1246 году участвовал на курултае по избранию Гуюка великим каганом.
По крайней мере известно о двух его сыновьях Субектае и Тукузе. Дата его смерти неизвестна.